# Emanuele Cambilargiu
Emanuele Cambilargiu (Brescia, 26 novembre 1894 – Bologna, 2 marzo 1973) è stato un ufficiale e ingegnere italiano.
Progettista di alcuni modelli di aliante, velivoli da turismo e collegamento, ricoprì l'incarico di Maggior generale del Genio Aeronautico Ruolo Ingegneri (G.A.R.I.) nella seconda guerra mondiale, durante la quale fu a capo della Direzione Costruzioni Aeronautiche di Napoli. Al termine del conflitto emigrò nell'America del sud, dove si dedicò agli studi sullo sfruttamento dell'energia eolica, pubblicando numerosi scritti sull'argomento.

## Biografia
Nacque a Brescia il 26 novembre 1894, figlio di Carlo e Clelia Biancini. Il 22 luglio 1920 si laureò in Ingegneria al Politecnico di Milano. Durante la prima guerra mondiale prestò servizio nel Corpo Aeronautico Militare come sottotenente osservatore d'aeroplano presso la 49ª Squadriglia, venendo decorato di Medaglia di bronzo al valor militare.
Nonostante fosse di sentimenti antifascisti, con l'avvento al potere del nuovo regime e l'istituzione dell'aeronautica militare come forza armata indipendente, rimase in servizio presso la neoistituita Regia Aeronautica. Laureatosi in ingegneria, fu assegnato al Genio Aeronautico Ruolo Ingegneri (G.A.R.I.), assumendo la cattedra di professore di aerodinamica presso l'Università di Pavia. Studioso di teoria aerodinamica, divenne ben presto noto tra gli studenti per il progetto di due alianti sperimentali. Il primo, del 1923, venne denominato Goliardia, mentre il secondo fu designato ASUP (dall'acronimo dell'Associazione Studenti Universitari Pavesi). Nel 1924 progettò l'aliante C-10, cui seguì il C-11, entrambi non realizzati.
Nel 1925, insieme al pilota Amedeo Folz in veste di principale finanziatore, costituì a Milano l'azienda Costruzioni Aeronautiche Italiane che costruì due tipi sperimentali da turismo, il CF-1, dotato di propulsore Anzani da 35 CV, e il derivato CF-2 con propulsore Salmson da 40 CV. Alle dipendenze dell'Aerocentro da turismo di Milano, fu richiamato in servizio nel 1929 con il grado di capitano, venendo promosso maggiore nel 1931.
Transitato alla SAIMAN nel 1936, diede vita al monoplano quadriposto C.4 che fu costruito in un solo esemplare. L'aereo partecipò al II Avioraduno Sahariano durante la primavera dello stesso anno, ma non fu riprodotto in serie. Durante la seconda guerra mondiale, con il grado di colonnello, fu capo della Direzione Costruzioni Aeronautiche di Napoli.
Dopo la fine della seconda guerra mondiale si congedò con il grado di maggior generale G.A.R.I. ed emigrò in Brasile nel corso del 1947, con un contratto come ingegnere civile presso l'aeroporto Santos Dumont, trasferendosi poi in Argentina per motivi di salute. Nel 1951 si trasferì in Uruguay, insegnando presso la Facoltà di Ingegneria di Montevideo in qualità di direttore del Laboratorio di Aerodinamica. In quel paese scrisse anche numerosi saggi e libri sullo sfruttamento dell'energia eolica. Rientrato in Italia nel corso del 1969, si spense a Bologna il 2 marzo 1973.
In Uruguay un parco eolico della potenza di 20 MW, situato nella Sierra de los Caracoles (Maldonaldo), porta il suo nome.

## Progetti
- Cambilargiu C-10
- Cambilargiu C-11
- Cambilargiu-Folz CF-1
- Cambilargiu-Folz CF-2
- Saiman S.C.4

## Pubblicazioni
- La energía del viento en el Uruguay, 1953
- Aerodinámica técnica Montevideo, 1953
- Utilización de la energía del viento para la producción de electricidad y para empleo rural, 1956
- Ensayo aerodinámico del techo del pabellón central de la Exposición Nacional de la Producción, 1957.
- Primeras realizaciones del proyecto de aprovechamiento de la energía del viento en el Uruguay, 1958
- Experiencia sobre la variación del viento con la altura, 1958
- Investigaciones para la utilización de la energía del viento en el Uruguay, pubblicato in: Ponencia IIC / 8 / Conferencia mundial de la energía = World Power Conference, Madrid, 1960
- Posibilidades de utilización de la energía eólica y solar relacionadas con la ingeniería sanitaria, 1961
- Posibilidades de utilización de la energía eólica y solar relacionadas con la ingeniería sanitaria, 1961
- Utilización de la energía del viento: criterios de proyecto, instalaciones y costos, 1962.
- Primer mapa isoviento del Uruguay, 1963

### Annotazioni
1. ↑  Raggiunse il grado militare di Maggior generale.
2. ↑  A Pavia conobbe la futura moglie, la studentessa di medicina Maria Francesca Stanquitz di origini jugoslave. La coppia ebbe nove figli, cinque maschi e quattro femmine.
3. ↑  Si trattava di un aliante dall'apertura alare di 13 m, dotato di impennaggio di coda bideriva e carrello fisso, costruito presso la Fratelli Visco di Somma Lombardo.
4. ↑  A partire dal 1927 tutte le associazioni universitarie studentesca confluirono nei Gruppi Universitari Fascisti (GUF).
5. ↑  Si trattava di un aliante dall'apertura alare di 13 m, dotato di impennaggio di coda bideriva e carrello fisso, costruito presso la ditta Fratelli Visco di Somma Lombardo.
6. ↑  Il C-10 avrebbe dovuto essere costruito presso la Società Lombarda di Aviazione.
7. ↑  La denominazione applicata ai velivoli prodotti fu CF per Cambilargiu-Folz.
8. ↑  Tale velivolo partecipò, fuori gara, alla Coppa Italia del 1926, ai comandi del pilota Attilio Canzini.
9. ↑  La moglie Maria Stanquitz soffriva per il clima umido brasiliano, e la coppia si trasferì in Argentina in virtù del clima secco presente in quel paese.

### Fonti
1. 1 2 3 4 5 6  Mancini 1936, p. 135.
2. ↑  Varriale, Gentili 1999, p. 206.
3. ↑  Varriale, Gentili 1999, p. 215.
4. 1 2  xoomer.virgilio.it
5. 1 2  Lorenzetti, Balducci, Filippi, Giovannelli, Ivagnes 2012, p. 8.